# Mémoires de Jean-Marie Le Pen
Les Mémoires de Jean-Marie Le Pen sont publiés en 2018 et 2019. Ils comprennent deux volumes : le premier, intitulé Fils de la nation, relate la période allant de sa naissance à l’année 1972, à la veille de la création du Front national ; le second, Tribun du peuple, s’étale de 1972 à la fin des années 2010.

## Genèse
Dès 1975, Jean-Marie Le Pen commence à prendre des notes pour passer le temps lors d'une traversée du Pacifique de deux mois. Le véritable travail d'écriture commence en 2013. Marie-Christine Arnautu lui apporte son aide en tapant ses notes manuscrites. Jean-Marie Le Pen suspend parfois toute activité pour se consacrer uniquement à l'écriture.

## Premier volume:Fils de la nation

### Thèmes
Jean-Marie Le Pen évoque la mort de son père marin pêcheur, dont le chalutier saute sur une mine allemande durant la Seconde Guerre mondiale. À quatorze ans, il devient alors pupille de la Nation.
Selon lui, le régime de Vichy était « légal et légitime » et le maréchal Pétain « n'a pas failli à l'honneur en signant l'armistice du 22 juin 1940 ».
Une partie du livre est consacrée au général de Gaulle, qu'il critique pour avoir laissé aux communistes les mains libres de faire leur épuration à la Libération et pour avoir trahi plusieurs de ses soutiens lors de la guerre d'Algérie. Il évoque aussi sa déception lors de leur première rencontre, en 1945.
Il dément avoir pratiqué la torture au 1er régiment étranger de parachutistes (1er REP) et affirme que les méthodes utilisées pour obtenir des informations lors de la bataille d'Alger furent les moins violentes possibles.
Il affirme que c'est durant la campagne présidentielle de 1965, lorsqu'il soutient la candidature de Jean-Louis Tixier-Vignancour, qu'il perd l'usage de son œil en maniant un maillet pour monter un chapiteau. Il affirme que Tixier-Vignancour, en fondant les comités après l'élection présidentielle dans un nouveau mouvement, l'Alliance républicaine pour les libertés et le progrès, lui a coupé l'herbe sous le pied, l'empêchant de fonder dès lors le Front national. Il estime que s'il avait pu le faire à ce moment, les événements de mai 68 n'auraient pas eu lieu.
Sans se l'approprier, il évoque la théorie du Grand Remplacement de Renaud Camus. Il l'associe à la crainte d'être submergé par des vagues migratoires provoquées par l'explosion démographique.

### Lancement et rééditions
Plusieurs maisons d'édition de renom, notamment Robert Laffont et Albin Michel, refusent d'éditer l'ouvrage, en raison des menaces d’auteurs, comme Amélie Nothomb, de changer d’éditeur,. Le livre est finalement édité par les éditions Muller, propriété depuis 2009 de Guillaume de Thieulloy, connu pour des sites web comme Le Salon beige ou Nouvelles de France. Hachette accepte d'être le diffuseur de l'ouvrage.
Le premier tirage, de 50 000 exemplaires, est épuisé chez l'éditeur trois jours avant la sortie du livre avec notamment 10 000 ventes en ligne. Le livre s'empare de la première place des ventes d'Amazon toutes catégories deux jours avant sa sortie. Un deuxième tirage de 50 000 exemplaires est lancé la veille de la sortie du livre. Le livre est en rupture de stock chez Amazon le lendemain de sa sortie. Il figure en tête des meilleures ventes de livres sur Amazon durant les mois de février et mars 2018. Réédité à 100 000 exemplaires, il est alors l'essai le plus vendu en librairie,.

### Réception critique
Saïd Mahrane, journaliste politique spécialiste de la droite française, estime qu'on ne saurait passer à côté d'un document aussi important. Le texte est « bien composé, par moments lyrique et instructif quant à certaines périodes historiques ». Pour lui, ce récit, qui s'interrompt en 1972, est « celui d'un nationaliste en construction, tiraillé entre son souhait de devenir père blanc et celui de jouir de la vie ». C'est également un pamphlet contre le général de Gaulle, personnage récurrent du récit. Il juge néanmoins l'ouvrage inférieur aux Mémoires de guerre de ce dernier.
En janvier 2019, le livre reçoit le prix des lecteurs et amis de Présent.

### Réactions politiques
L'Union des jeunes pour le progrès, mouvement officiel des jeunesses gaullistes, s'insurge des propos de Jean-Marie Le Pen sur le général de Gaulle, en particulier quand il considère que « Charles de Gaulle reste une horrible source de souffrance pour la France » ou déclare que ce fut « un faux grand homme dont le destin fut d'aider la France à devenir petite ». Pour son président, Ferréol Delmas, le livre qui ressort la vieille théorie du « glaive et du bouclier » ne constitue finalement qu'un « point de détail de l'histoire de la littérature »,.
Les cadres du Front national sont soulagés par le ton mesuré d'un ouvrage qui ménage Marine Le Pen. Bruno Gollnisch apprécie le style de Jean-Marie Le Pen. Pour Philippe Olivier, « c'est un vrai conteur » dont « personne ne peut nier qu’il a fait partie de l'histoire ».

### Communication
En 2018, Jean-Marie Le Pen a publié une vidéo promotionnelle pour ses mémoires dans laquelle il apparaissait en Dark Vador, antagoniste de la saga Star Wars,,. Cette initiative visait à attirer l'attention sur ses mémoires, a suscité des réactions et des détournements sur les réseaux sociaux. La vidéo a refait surface dans les médias à l’annonce de son décès en 2025.

## Second volume:Tribun du peuple

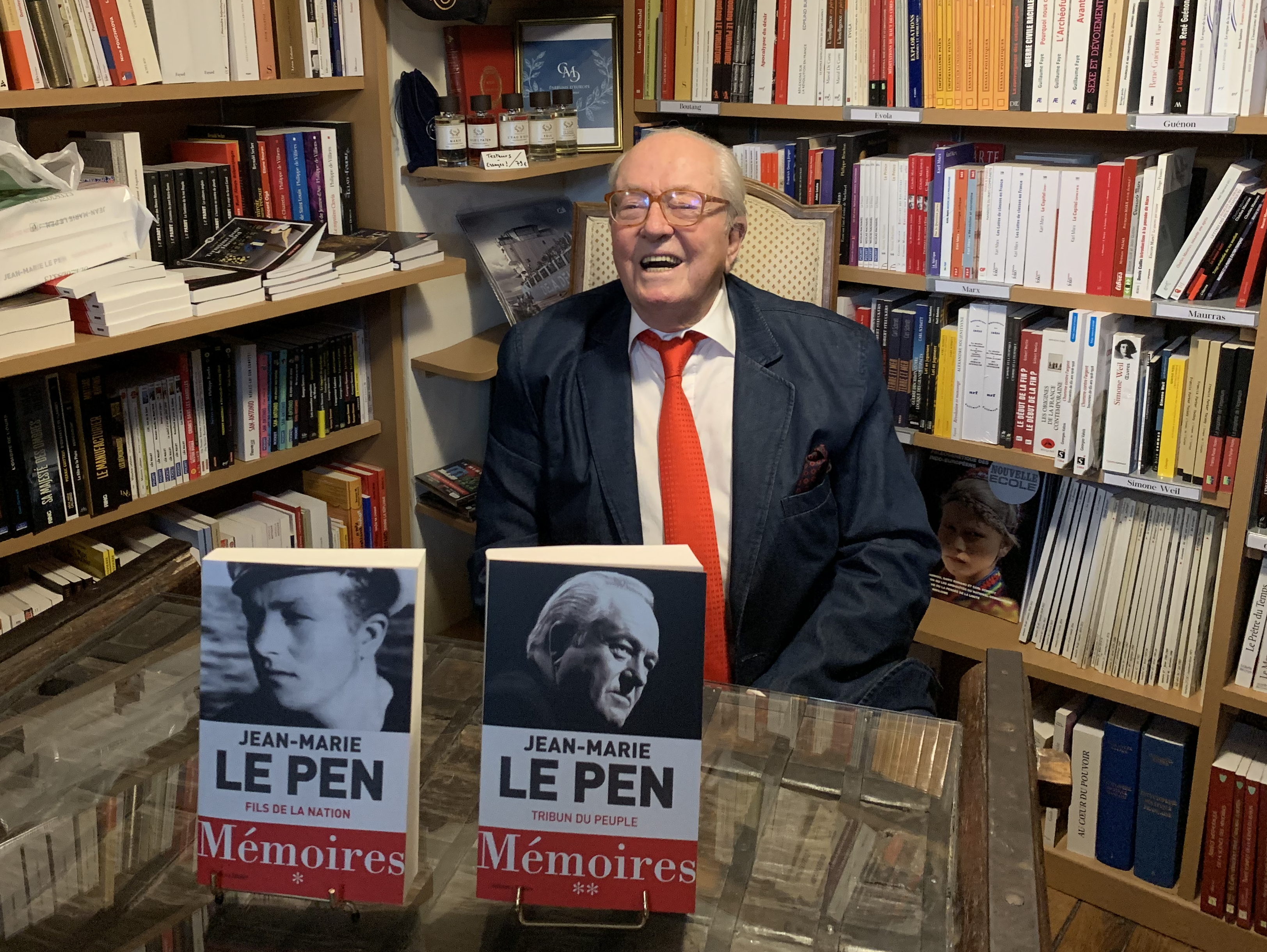
Jean-Marie Le Pen à une séance de dédicaces du second volume, en octobre 2019, à La Nouvelle Librairie (quartier de l'Odéon).

Début 2019, il annonce que la sortie du second volume est reportée au 15 septembre 2019 pour ne pas interférer avec les élections européennes du mois de mai. Il révèle qu'il est intitulé Tribun du peuple et compte près de 600 pages. Des bonnes feuilles sont publiées sur le site du Point le 25 septembre et l’ouvrage sort finalement en librairie le 2 octobre.
Il raconte avoir été « ravi » de sa prestation à la télévision au soir du premier tour de l'élection présidentielle française de 2002, quand il se qualifie pour le second tour, son « baptême du feu ».
Il regrette de ne pas avoir « guidé l'éducation intellectuelle » de Marine Le Pen, qui aurait « poussé un peu comme une herbe folle ». S'il lui trouve des qualités (« du cran, de l'allant, de la répartie »), il critique les fautes qu'elle a commises à la tête du parti et les explique par un manque de « confiance en elle ». Il affirme qu’« elle ne supporte pas la contradiction » et qu’elle l’a exclu en 2015 car il était « la seule opposition dans son nouveau FN ». Il reproche également à sa fille une « ouverture à gauche » du parti et sa « recherche éperdue de dédiabolisation au moment où le diable devient populaire ». En revanche, il estime que Marion a « un talent au-dessus du lot » et est « une femme extrêmement brillante » mais juge dommage qu'elle soit « calculée, quelquefois lointaine, froide ».
Le 4 octobre 2019, La Nouvelle Librairie, où Jean-Marie Le Pen doit dédicacer son livre, est vandalisée.
Bien qu’il s’agisse d’un succès de librairie pour un ouvrage de personnalité politique, les ventes de ce deuxième tome déçoivent Jean-Marie Le Pen : en février 2020, l'éditeur annonce en avoir écoulé 30 000 exemplaires contre 60 000 pour le premier tome. Plusieurs explications sont avancées. La couverture presse a été moindre, le grand âge de Jean-Marie Le Pen a réduit le nombre de dédicaces et contrairement au premier tome, le second tome, essentiellement écrit par le biais d'entretiens retranscrits sous la plume de Martin Peltier, se rapproche d'une biographie autorisée conjuguée à la première personne.